# Saubach und Niedgesbach bei Schmitten

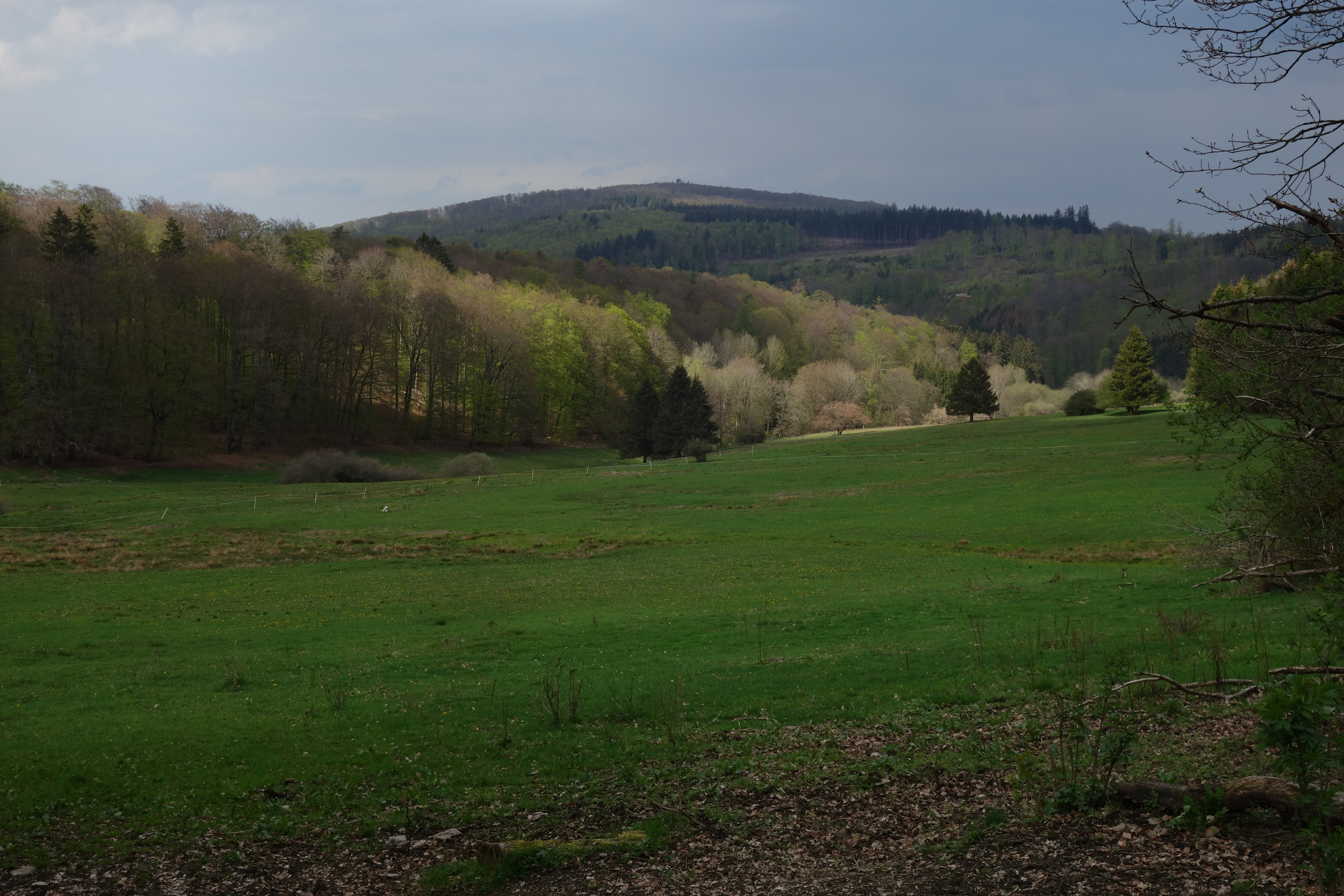
Blick über das Naturschutzgebiet Saubach und Niedgesbach zum Berg Pferdskopf (mit Aussichtsturm)

Saubach und Niedgesbach bei Schmitten ist ein Naturschutzgebiet in Schmitten im Hochtaunuskreis.

## Das Naturschutzgebiet
Das Naturschutzgebiet mit einer Größe von 58 Hektar wurde 1995 unter Schutz gestellt.
Es umfasst die westlich von Schmitten gelegenen Waldwiesentäler des Saubachs und Niedgesbach zwischen Seelenberg und Finsternthal.
Die Aufnahme des Gebietes als Naturschutzgebiet war nicht unumstritten. Ähnlich wie bei den Reifenberger Wiesen war in diesen Tälern aufgrund der Höhenlage lediglich Weidewirtschaft möglich. Nach dem Zweiten Weltkrieg führte die Automatisierung der Landwirtschaft dazu, dass eine Bewirtschaftung dieser Flächen unwirtschaftlich wurde. Sie blieben sich selbst überlassen und bildeten eine schützenswerte Vielfalt von Pflanzen aus. Es sind aber weiterhin Kulturlandschaften, die ohne einen Eingriff des Menschen verschwinden würden. Ohne einen Eingriff des Menschen würden die Wiesen verbuschen und sich im Laufe der Zeit in einen Wald verwandeln.
§ 3, Ziffer 18 der Verordnung vom 30. November 1995 verbot das Weidenlassen von Tieren. Hierdurch würde nach Bedenken von Einwohnern und Landwirten der betroffenen Gemeinden der schützenswerte Charakter des Gebietes zerstört werden. Trotz der Bemühungen der CDU-Landtagsabgeordneten Brigitte Kölsch erfolgte die Ausweisung als Naturschutzgebiet.